# Erich Kastan
Erich Kastan (* 12. Januar 1898 in Ludwigslust; † 12. Januar 1954 in New York) war ein deutscher Fotograf.

## Leben und Wirken
Der in Ludwigslust geborene Kastan lebte und arbeitete seit 1923 in Hamburg bei der Exportfirma seines Onkels Herman Josephy. 1932 ließ er sich als gewerblicher Fotograf registrieren und erfuhr schnell eine große Nachfrage. Seine Bilder vom Kinderspiel in der Altstadt Altonas, vom Silvesterabend auf St. Pauli und den Hamburger Philharmonikern druckte vor allem der Hamburger Anzeiger und erschienen zudem in den illustrierten Beilagen Hamburger Tageszeitungen.
Nach der Machtergreifung durch die Nationalsozialisten 1933 verschwieg die Tagespresse zunächst Kastans Namen bei Abdruck der Bilder, da Kastan jüdischer Herkunft war. Seine Fotografien wurden schließlich komplett verbannt. Die Deutschen Nachrichten führten ihn im August 1933 auf einer „Liste der Juden und Ausländer“ als Pressefotograf unter „Kastan, Hamburg“. Erich Kastan konzentrierte sich fortan auf die bis heute einzigartige Dokumentation der Tätigkeiten des Kulturbunds Deutscher Juden in Hamburg und dessen Mitglieder. Er nahm an Messen und Ausstellungen des Kulturbunds teil und fotografierte für jüdische Periodika und Festschriften. Er hielt unter anderem 1934 die Abschiedsfeier in der Synagoge Kohlhöfen und im Dezember 1934 die Feier des 250-jährigen Bestehens der Hochdeutschen-Israelitischen Gemeinde in Altona im Bild fest. 1936 dokumentierte er die Amtseinführung Joseph Carlebachs und 1937 die Zwangsaufhebung des Grindelfriedhofs.
1938 floh Erich Kastan über England in die USA, wo er 1936 in New York ein Fotostudio eröffnete. Kastan erstellte insbesondere Porträts und arbeitete als Reklamefotograf. Im Juni 1945 schloss er sich der American Society of Magazine Photographers an. Kastan hatte eine Vorliebe für klassische Musik und porträtierte 1945 Leonard Bernstein und Robert Casadesus sowie 1950 Rudolf Serkin und William Steinberg. Weitere Porträts erstellte er von Hellen Keller (1945) und Orson Welles (1940).
Erich Kastan starb an seinem Geburtstag 1954 in New York.